# Mimudea nomophilodes
Mimudea nomophilodes là một loài bướm đêm trong họ Crambidae.